# Volcán Overo
El volcán Overo es un volcán andino en el suroeste de la provincia de Mendoza en Argentina, cerca del límite con Chile. Su cumbre central tiene una altura de 4 804 msnm, y está ubicado en la naciente del río Atuel. Se accede al lugar a través de la Ruta 144, y luego tomando la Ruta 220 desde el centro del distrito El Sosneado.

## Descripción
Es un gran macizo que se ubica en la vertiente norte del río Atuel, cercano al borde septentrional de la caldera del Atuel. Tiene una forma descabezada, con un cono en el extremo oriental del cráter principal, cubierto de hielo que rebalsa en varias lenguas hacia sus laderas. Su formación tuvo lugar, según especialistas, en el Plioceno o el Cuaternario. En la edad anterior a la glacial se formó el cono central, con derrames de lava basáltica y formación de conglomerados. El Overo está ubicado inmediatamente al norte de los cerros El Sosneado y Risco Plateado, y al oeste del cerro Guanaqueros.
Según Erwin Kittl, quien entre 1932 y 1933 recorrió la extensa zona volcánica andina entre el Descabezado Grande y el Maipo, el volcán Overo pertenece a un conjunto de volcanes divididos en dos grupos: uno occidental, que lo integran los volcanes Peteroa, Planchón, Azufre, Campanario, Descabezado Grande y Descabezado Chico; y otro oriental, entre los que se encuentran los volcanes Risco Plateado, Paraguay, El Sosneado, Guanaqueros y el propio Overo. Por su parte, Oscar González-Ferrán describió al Overo como un complejo volcánico compuesto por 20 centros efusivos conformados por flujos de andesita basáltica, basaltos y conos de ceniza que se traslapan, y señala que, aunque no se conocen erupciones históricas, debe ser considerado como un centro volcánico activo por sus características geológicas recientes. Se estima que la actividad del volcán Overo habría comenzado en el Plioceno tardío y que, considerando sus rasgos geomorfológicos, su periodo de máxima actividad es preglacial.
Hacia el sector sureste del cráter principal del volcán Overo existe actividad fumarólica, la que se desarrolla por una extensión de aproximadamente un kilómetro, a través de distintos puntos de emisión con flujo intenso y que generan una pluma de vapor sostenida y visible a la distancia. Dicha actividad geotermal es remanente, y se manifiesta, además de las fumarolas, con pequeños lagos de lodo burbujeante y aguas termales.
Hacia 1986 se registraban cuatro glaciares cerca de la cumbre del volcán, pero su superficie ha disminuido notoriamente desde entonces. En 2024, se determinó que la persistente falta de una zona de acumulación durante el período 2018-2024 producto de sucesivas olas de calor, en la que no se retuvo nieve firme, indica que estos glaciares se extinguirán.

## Minería
Desde 1941, la empresa Sominar explotó un yacimiento de azufre cerca de la cumbre del volcán Overo, en la ladera occidental, a 4 700 m de altitud. La empresa construyó un camino de 36 km desde el lugar donde se encontraban las oficinas administrativas de la minera, y levantó un cablecarril de 12 km de longitud que tenía una capacidad para transportar por gravedad, 200 toneladas diarias de caliche en un desnivel de 2450 metros. En 1954, Sominar instaló un funicular en dos tramos desde los 2250 m s.n.m. hasta los 4200 m de altitud.La mina contó con viviendas, talleres, comedores y una planta de concentración de azufre, pero cesó sus operaciones en 1978.